# Bodange
Bodange (Biedeg en luxembourgeois, Bödingen en allemand) est un village de la commune belge de Fauvillers située en Région wallonne dans la province de Luxembourg. Il fait partie de la section de Fauvillers.

## Géographie
Situé à deux kilomètres à l’est du village de Fauvillers, Bodange est entouré du côté oriental par la Sûre, un affluent de la Moselle.

## Toponymie
- Boedingen (1329), Boudenges (1464), Bodenge (1579).

## Histoire

### Vieux-Château de Bodange,
Les environs de Bodange aient été occupés par les Romains. Le site du Vieux-Château, dénommé Alt Schlass, contient des vestiges d'une forteresse  avec un donjon, au nord-est du village sur un petit éperon contrôlant le passage de la haute Sûre. Les objets et les vestiges découverts lors des fouilles indiquent une occupation qui s'étend de l'époque romaine au Moyen Âge.

### Seconde Guerre mondiale
Lors de la Seconde Guerre mondiale, le 10 mai 1940, les Allemands débutent la Bataille de France. Dans le cadre de la percée de Sedan, les Allemands du Kradschützen-Bataillon 1 (motocyclistes) qui sont à la pointe de la 1re Panzerdivision, se heurtent vers midi à deux pelotons de la 5e compagnie du 1er régiment de Chasseurs ardennais, soit cinquante hommes dirigés par le capitaine Bricart, qui défendent Bodange, n'ayant pas reçu l'ordre de repli à cause de la coupure des communications par les Allemands. Les motocyclistes allemands sont renforcés par l'arrivée progressive de deux autres bataillons de la 1. Panzerdivision : les II./ et III./Schützen-Regiment 1. Les Allemands progressent tout autour du village mais ne peuvent y pénétrer, malgré un rapport de force déjà inégal, qui s'accroît fortement lorsque vers 16 h l'artillerie allemande (10,5cm leFH18) de la II./Artillerie-Regiment 73 entre en action, les chars de la division étant quant à eux encore pris dans les itinéraires encombrés au Luxembourg. C'est ainsi qu'après 18 h, laissant 9 tués sur le terrain dont le capitaine Bricart, les chasseurs ardennais déposent les armes, après qu'ont été engagés contre eux plus de trois mille soldats allemands.